# 魏殿元
魏殿元，石屏人，学籍为元江。清朝政治人物。同进士出身。
祖父魏林秀，父亲魏廷鲍，哥哥魏殿魁。康熙九年（1670年），魏殿元登庚戌科三甲进士。编撰《华阳魏氏宗祠族谱不分卷》。